# 尿療法
尿療法（にょうりょうほう）は、尿を用いて病気を治したり健康を増進したりしようとする民間療法の一つ。とりわけ、飲尿療法ないし自尿療法といった、「自分の尿を飲む」ものを言うことが多い。

## 概要
尿は排泄直後から雑菌の繁殖が始まるため、尿療法では、排泄したばかりの尿をその場で飲むこととしている。飲む尿は原則として自分が排泄したものに限り、量は個人の体調とやる気によるが、朝一番の尿をコップ2杯分摂取するのが標準である。飲むのに抵抗がある場合には、水やお茶などで薄めると飲みやすくてよいという。
日本では1990年、『奇跡が起きる尿療法』（中尾良一著）の出版によって広く知られるようになった。
古代ローマやインドをはじめ世界中で尿療法は存在していた
また、ヨットレース中に転覆し27日間の漂流の後に救助された「たか号」の乗組員であった佐野三治が、他の乗組員6人は力尽きて衰弱死した中で1人生き延びることができたのは、脱出の際、救命ボートに積み込まれていた水や食糧が1人分しか残っていない飢えと渇きの中で、佐野だけが自分の尿を飲んだからだとも伝えられた。尿は単に渇きをいやすだけではなく尿に含まれる成分が生命維持に関係していたとも考えられる。
尿は体内からの排泄物であるが、摂取した食物の残渣や腸内細菌などの塊である糞便と異なり、血液から作られた余剰物であり、体外に排泄されるまでは基本的に無菌のものである。成分的には水（98%）のほか尿素、アンモニア、その他電解質といった血清と同じもので構成される。
ワルダイエル扁桃リンパ輪と呼ばれる白血球造血巣があり鼻や口から入ってくる病原菌や、濾過された血液に含まれる不要な成分を多く含んだ尿の臭いを識別し、これを消化するマクロファージや産生される免疫グロブリンAが活性化する免疫機構がつくられるとの見方もある。
健康や治療への寄与について、体験談の類はあるものの、科学的・医学的根拠はない。効能を与える可能性としては、尿素説、抗体説、ホルモン説、喉センサー説、プラセボ（心理的効果）説などが提唱されている。

## その他
- 尿道炎や膀胱炎など泌尿器系の感染症を発症している場合は二次感染の恐れがあるため避けるべきだという。
- 薬物を服用している場合の飲尿は、避けるべきとも、構わないともいわれる。
- 飲尿開始後、一時的な下痢などの症状が出ることがあるが、これは「好転反応」と呼ばれ、体内の毒素が一気に排出されるから発生するものであり、一時的なものだと説明されるという。

## 実践者・経験者
- 坂口弘
- さくらももこ
- まんしゅうきつこ
- 松沢呉一